# Georg Simon Klügel
Georg Simon Klügel (19 de agosto de 1739 - 4 de agosto de 1812) fue un matemático y físico alemán.
Nació en Hamburgo, y en 1760 fue a la Universidad de Göttingen, donde inicialmente estudió teología antes de cambiar a matemáticas. Georg Christoph Lichtenberg fue su compañero de estudios. Su tesis doctoral Conatuum praecipuorum theoriam parallelarum demonstrandi recensio, publicada en 1763 con Abraham Gotthelf Kästner como asesor doctoral, fue un estudio de 30 intentos de pruebas del postulado de las paralelas. Fue muy influyente y citado en ese tiempo.
Klügel editó la revista Hannöversche durante 2 años a partir de 1766, antes de convertirse en profesor de matemáticas en la Universidad de Helmstedt. En 1788 sucedió a Wenzeslaus Johann Gustav Karsten como director de matemáticas y física en la Universidad de Halle. Murió en Halle en 1812.
Intercambió correspondencia con Lichtenberg a lo largo de su carrera.

## Publicaciones
- 1760, Conatuum praecipuorum theoriam parallelarum demonstrandi recensio, Tesis;
- 1782-1806, Encyklopädie der gemeinnützigsten Kenntnisse ("Enciclopedia del Conocimiento Común") (Berlín, 3 volúmenes);
- 1819, Anfangsgründe der Arithmetik (Berlín 1793, 6 ª edición);
- 1791, Muere gemeinnützigsten Vernunftkenntnisse (2 ª edición Leipzig).